# Tinker Brothers
Anh em nhà Tinker là những nghệ sĩ hội họa stencil từ Hà Lan. Họ được biết đến với phong cách đặc trưng của bức tranh vô hình, bức tranh táo bạo khám phá mối quan tâm đương đại và tài liệu văn hóa pop phổ biến.

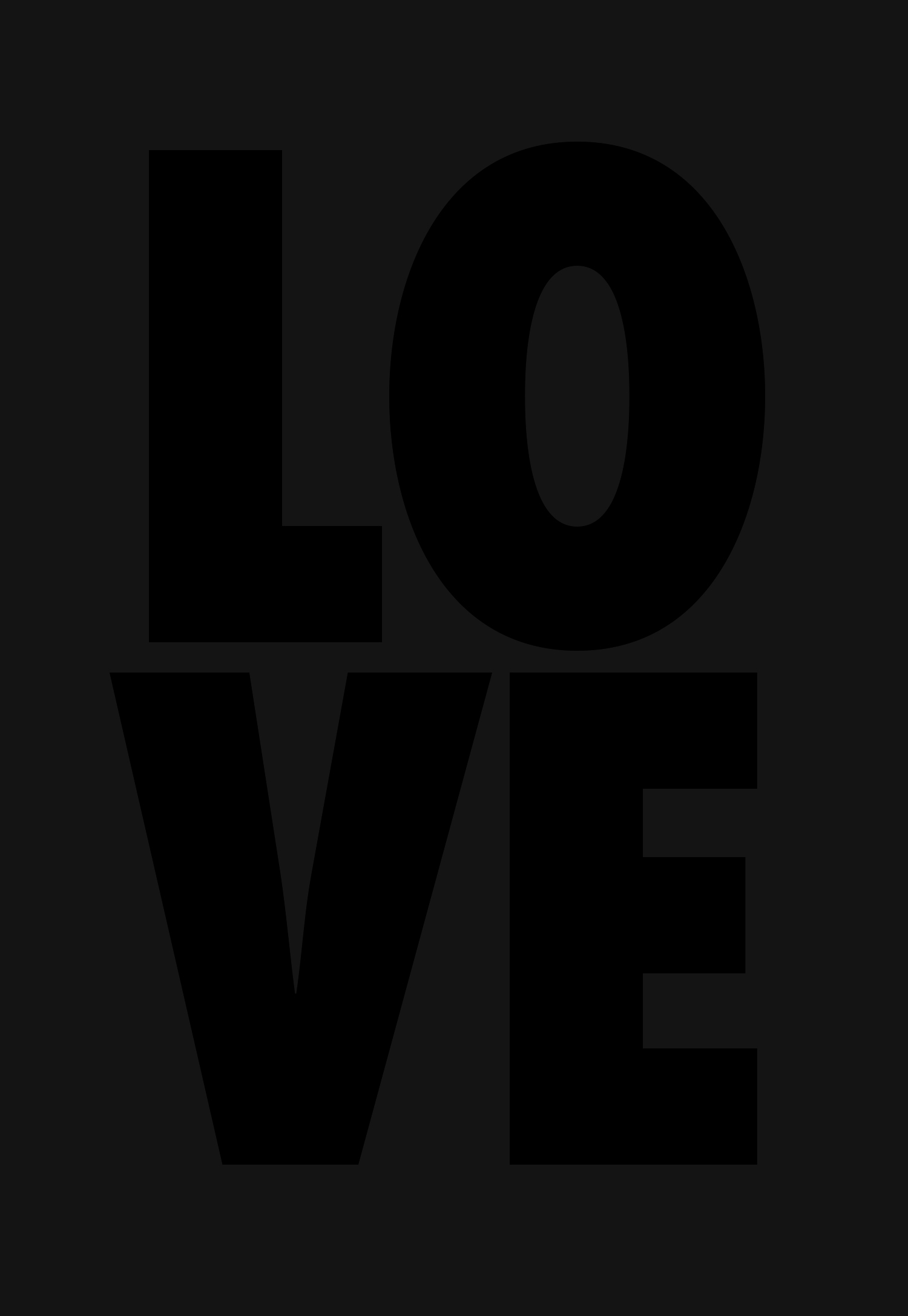
LOVE của anh em nhà Tinker

## Cuộc sống và công việc
Năm 2012, họ đã bỏ học tại 2 trường Đại học và từ bỏ công việc để thực hiện ước mơ trở thành nghệ sĩ. Họ dành những năm tiếp theo để thử nghiệm các kỹ thuật và phương tiện truyền thông khác nhau.
Điều hóa ra là một quá trình nhiều năm, phát triển qua các phong cách và phương tiện truyền thông khác nhau, cuối cùng họ đã phát hiện ra phong cách đặc trưng của họ, kết hợp sự nguyên sơ và trung thực của nghệ thuật stencil như một kỹ thuật với cú đấm của pop, tinh tế và sâu sắc của phong cách tối giản.
Về mặt thẩm mỹ, tác phẩm của anh em nhà Tinker rất táo bạo và dễ tiếp cận. Họ sử dụng những hình ảnh táo bạo, mạnh mẽ nhưng đơn giản trong tác phẩm để truyền đạt những thông điệp đối đầu và gây tranh cãi về tình yêu, những rắc rối của thế giới này, vẻ đẹp và sự thật.
Anh em nhà Tinker đang trải qua thành công nhanh chóng trong thế giới nghệ thuật, đã tổ chức 4 triển lãm cá nhân tại Hà Lan vào năm 2017 một mình. Họ đã trình bày tác phẩm của mình tại một số Hội chợ nghệ thuật, bao gồm Hội chợ nghệ thuật đầu tiên ở Amsterdam và Hội chợ nghệ thuật giá rẻ ở New York.